# Bernhard Russi
Bernhard Russi (* 20. August 1948 in Andermatt) ist ein ehemaliger Schweizer Skirennfahrer. Er war in den 1970er Jahren aktiv und gehörte damals zu den weltweit besten Athleten in der Disziplin Abfahrt. Russi gewann eine olympische Goldmedaille und zwei Weltmeistertitel. Im Alpinen Skiweltcup siegte er in 10 Rennen und entschied zweimal die Abfahrtswertung für sich.
Seit Beendigung seiner Sportkarriere ist Russi unter anderem als Werbebotschafter, als Co-Kommentator und Rennanalyst beim Schweizer Fernsehen sowie als technischer Berater des Weltskiverbandes FIS tätig. Als Planer zahlreicher neuer Abfahrtspisten trug er massgeblich zur Weiterentwicklung des alpinen Skisports bei. Aufgrund seiner vielfältigen Aufgaben und zahlreichen Medienauftritte gehört er noch heute zu den prominentesten Persönlichkeiten der Schweiz.

## Skisportkarriere
Russi wuchs in Andermatt im Kanton Uri auf. Nach dem Schulabschluss absolvierte er eine Lehre als Hochbauzeichner. 1967 wurde er in das Nachwuchskader des Zentralschweizer Skiverbandes aufgenommen und kam am 4. Januar 1968 beim Riesenslalom in Bad Hindelang erstmals im Skiweltcup zum Einsatz. Zu Beginn des Jahres 1969 war der damals noch weitgehend unbekannte Russi Stuntman bei den Dreharbeiten zum James-Bond-Film Im Geheimdienst Ihrer Majestät. Während der Aufnahmen einer Verfolgungsjagd auf Ski vom Schilthorn stürzte er schwer und brach sich dabei einen Halswirbel.
Nach mehrmonatiger Verletzungspause bestritt Russi am 14. Dezember 1969 in Val-d’Isère seine erste Weltcupabfahrt, die er auf dem 14. Platz beendete. Weltcuppunkte holte er erstmals am 10. Januar 1970 als Zehnter der Lauberhornabfahrt in Wengen; mit einem vierten Platz am 1. Februar 1970 in Garmisch-Partenkirchen sicherte er sich die Qualifikation für die Weltmeisterschaften 1970 in Gröden. Am 15. Februar 1970, dem letzten Tag der Weltmeisterschaften, gewann Russi auf der Piste Saslong überraschend die Abfahrts-Goldmedaille, vor dem Österreicher Karl Cordin und dem Australier Malcolm Milne. Sein Trainer Paul Berlinger hatte unmittelbar vor dem Start das gesamte Skiwachs abgekratzt, weil die zuvor gestarteten Schweizer zu langsam gewesen waren. Trotz dieser widrigen Umstände und unter Schmerzen – eine Woche vor dem Rennen hatte er einen Handbruch erlitten – erzielte Russi die Bestzeit. Da in der Saison 1969/70 auch die WM-Rennen zur Weltcupwertung zählten, gewann er damit auch sein erstes Weltcuprennen. Aufgrund dieses Erfolgs wurde er als Schweizer Sportler des Jahres geehrt.
In der Weltcupsaison 1970/71 konnte sich Russi endgültig an der Weltspitze etablieren. Mit zwei Siegen in Megève und Sugarloaf entschied er die Abfahrts-Disziplinenwertung für sich, ausserdem siegte er am Mont Sainte-Anne in einem Riesenslalom (es war dies sein einziger Erfolg in dieser Disziplin). Auch in der Weltcupsaison 1971/72 war Russi der weltweit beste Abfahrer und war in drei Rennen (St. Moritz, Crystal Mountain, Gröden) der Schnellste. Die Olympischen Winterspiele 1972 in Sapporo waren der Höhepunkt seiner Karriere. Sein Trainer wandte den zwei Jahre zuvor in Gröden zufällig entdeckten Trick mit dem Wegkratzen des Wachses nun ganz bewusst an. Mit grossem Vorsprung gewann Russi die olympische Goldmedaille am 7. Februar 1972 vor seinem Landsmann Roland Collombin und dem Österreicher Heinrich Messner (das Rennen zählte auch als Weltmeisterschaft). Erneut wurde er zum Schweizer Sportler des Jahres gewählt, ebenfalls 1972 erhielt er die Ehrungen Skieur d’Or und Étoile d’Or.
Zwar konnte Russi in der Saison 1972/73 zwei weitere Weltcupabfahrten gewinnen (Grindelwald, St. Anton am Arlberg), doch stand er in der Folge zunehmend im Schatten von Roland Collombin und insbesondere von Franz Klammer. Das beste Weltcupergebnis der Saison 1973/74 war ein dritter Platz. Die Weltmeisterschaften 1974 in St. Moritz endete für Russi mit einer Enttäuschung, als er in der Abfahrt lediglich auf den 13. Platz fuhr. 1975 und 1976 blieb er im Weltcup weiterhin ohne Sieg, erzielte aber sechs Podestplätze. Bei den Olympischen Winterspielen 1976 in Innsbruck stellte er in der Abfahrt am Patscherkofel zunächst die Bestzeit auf, wurde dann aber von Franz Klammer geschlagen und gewann die Silbermedaille.
In der Saison 1976/77 gewann Russi die Abfahrt in Morzine und wurde darüber hinaus sechsmal Dritter. Er ging erstmals mit einer B-Lizenz an den Start. Diese erlaubte es ihm, den Skisport als Profi auszuüben und selbständig Werbeverträge auszuhandeln. Für die Teilnahme am Training der Schweizer Nationalmannschaft musste er aber dem Verband eine Pauschale abtreten, auch Transport- und Reisekosten musste er selber tragen. Ausserdem war er von der Teilnahme an weiteren Olympischen Spielen ausgeschlossen. Zu Beginn der Saison 1977/78 fuhr Russi ein weiteres Mal aufs Podest. Die Weltmeisterschaften 1978 in Garmisch-Partenkirchen verlief erneut enttäuschend: Nach der Abfahrt, die er auf dem 14. Platz beendete, erklärte er am 2. Februar 1978 den sofortigen Rücktritt vom Spitzensport.

## Werbung und Fernsehen
Nach Abschluss seiner Karriere blieb Russi beruflich in vielfältiger Weise mit dem alpinen Skisport verbunden. Schon 1976 begann er Kolumnen für die Boulevardzeitung Blick zu schreiben, in denen er sich regelmässig zum Geschehen im Skiweltcup äusserte und aktuelle Entwicklungen kommentierte. Seit der Weltcupsaison 1978/79 war er als Co-Kommentator fester Bestandteil der Fernsehübertragungen von Männer-Skirennen im Schweizer Fernsehen (seit 1985 meist zusammen mit Matthias Hüppi). Hinzu kamen detaillierte Rennanalysen nach besonders wichtigen Rennen. 1987 führte er Kamerafahrten ein, bei denen er vor Beginn der Rennen mit einer Kamera die Abfahrtspisten hinunterfuhr und so den Zuschauern die Sicht der Athleten vermittelte. Diese Fahrten steigerte er zwischenzeitlich zu «Verfolgungsjagden» mit mehreren sich überholenden Akteuren. Seine letzte Kamerafahrt absolvierte er vor der Abfahrt der Weltmeisterschaften 2003 in St. Moritz. Nach 31 Jahren Tätigkeit beim Fernsehen stand Russi am 19. Februar 2017 während der Weltmeisterschaften 2017 letztmals als Co-Kommentator im Einsatz.
In einer Schlagersendung des Schweizer Fernsehens trat Russi 1978 als Sänger in Erscheinung, weitere musikalische Auftritte in der Öffentlichkeit blieben aus. In Deutschland wurde er 1982 mit der Fernsehsendung Rätselflug bekannt, in der er gemeinsam mit Günther Jauch, der damals am Anfang seiner Karriere stand, das Aussenteam bildete.
1979 handelte Russis Managementagentur IMG einen Vertrag mit dem Automobilimporteur Emil Frey AG aus. Der Skistar sollte für die britische Marke Jaguar werben und dadurch das Image des Herstellers British Leyland verbessern. Kurz entschlossen änderte Firmeninhaber Walter Frey aber den Vertrag auf die japanische Automarke Subaru um. Seiner Meinung nach würden deren Allradmodelle, die kurz vor der Markteinführung in der Schweiz standen, besser zu Russi passen. Seither tritt er regelmässig in Subaru-Werbespots auf und entwickelte sich im Laufe der Zeit zu einer Werbe-Ikone. 1982 nahm er auf einem Subaru 1800 an der Rallye Paris–Dakar teil.
Russi ist auch Werbeträger für verschiedene andere Unternehmen. Dazu gehören der Getränkehersteller Thurella, die Vermögensverwaltungsgesellschaft Schroders, der Uhrenhersteller Alfex, die Augenoptikerkette Visilab und die Sportfachhandelsgruppe Intersport.

## Planung von Abfahrtspisten
1976 gründete Russi das Unternehmen Alpin Consult AG, mit dem er zunächst ein Hotel und eine Diskothek in Andermatt betrieb. Mitte der 1980er Jahre engagierte ihn die FIS als technischen Berater. Seither entwirft der gelernte Hochbauzeichner im Auftrag des Weltskiverbandes neue Abfahrtsrennpisten oder gestaltet bestehende um. Russi hat mit den von ihm geplanten Pisten die modernen Abfahrten stark geprägt, der ehemalige französische Skirennfahrer Jean-Claude Killy bezeichnete ihn als «Picasso des Skisports».
Den Anfang machten 1986 die Weltcupstrecke in Åre und 1988 die Olympiaabfahrt in Nakiska bei Calgary. Als Vail den Zuschlag für die Weltmeisterschaften 1989 erhielt, war das relativ flache und unstrukturierte Gelände eine besondere Herausforderung für Russi. Um die Centennial-Piste attraktiver zu machen, liess er einen Bobbahn-ähnlichen Abschnitt bauen, die Rattlesnake («Klapperschlange»). Als einzigem Athleten gelang es dem Deutschen Hansjörg Tauscher, diese Schikane auf einer optimalen Linie zu durchfahren, wodurch er völlig überraschend Weltmeister wurde.
Einen Wendepunkt in der Entwicklung des Abfahrtssports – weg von relativ geradlinigen und für Fernsehzuschauer spannungsarmen «Autobahnen», hin zu technisch anspruchsvollen Pisten – stellte die Face de Bellevarde in Val-d’Isère dar, die Russi im Hinblick auf die Olympischen Winterspiele 1992 konzipierte. Er musste sich die Kritik gefallen lassen, die Piste sei zu kurvenreich und nicht auf die damals verwendeten Abfahrtsski zugeschnitten. Die Piste war ihrer Zeit voraus und löste in der Ski-Industrie einen Innovationsschub aus.
Auf die Abfahrtsstrecke für die Weltmeisterschaften 1993 in Morioka folgte der Olympiabakken in Kvitfjell im Hinblick auf die Olympischen Winterspiele 1994. Russi selbst bezeichnet sie als seine Lieblingsstrecke; mit ihr setzte sich seine Haltung durch, wonach eine Abfahrtspiste nicht einfach nur schnell sein muss, sondern mit lang gezogenen Kurven und Sprüngen attraktiv gestaltet werden kann. Es folgten die Strecken für die Weltmeisterschaften 1997 in Sestriere und die Olympischen Winterspiele 1998 in Nagano. Im Hinblick auf die Weltmeisterschaften 1999 entwarf Russi in Beaver Creek die Birds of Prey, die als eine der weltweit schwierigsten Pisten gilt. Wie die Piste in Kvitfjell gehört sie seither regelmässig zum Programm des Skiweltcups.
Nachdem Russi die Abfahrtsstrecke der Olympischen Winterspiele in Salt Lake City 2002 geplant hatte, entwarf er für die Weltmeisterschaften 2003 in St. Moritz die Corviglia-Strecke, deren Startabschnitt ein Gefälle von 100 % (45°) aufweist und somit der weltweit steilste ist. 2007 und 2009 kamen in Åre und Val-d’Isère zusätzliche Strecken für Damenrennen hinzu. Im Weiteren leitete er den Bau der Abfahrtsstrecke Rosa Chutor in Krasnaja Poljana bei Sotschi für die Olympischen Winterspiele 2014, wobei er von Paul Accola bei den Baggerarbeiten unterstützt wurde.
Für die Planung der Abfahrtspiste der Olympischen Winterspiele 2018 in Jeongseon reiste Russi 30-mal nach Südkorea, erstmals bereits 2001.

## Weitere Tätigkeiten und Privates
Seit 1998 ist Russi Verwaltungsratsdelegierter des Skimodeunternehmens Bogner und leitet dessen Schweizer Niederlassung. Für seinen früheren Skiausrüster Kneissl war er als technischer Berater tätig, seit 1993 übt er diese Funktion beim Unternehmen Völkl aus. Er gehört darüber hinaus dem Verwaltungsrat der Andermatt Swiss Alps AG an. Dieses Unternehmen der Orascom Development Holding von Samih Sawiris plant, baut und vermarktet ein Tourismusresort in Andermatt.
Russi hat einen Sohn aus der ersten Ehe mit Michèle Rubli (1951–1996) (dreifache Schweizer Skimeisterin im Jahr 1970), mit der er von 1977 bis 1984 verheiratet war. Seine Tochter stammt aus der zweiten Ehe mit der Schwedin Mari Bergström. Zu seinen Hobbys gehören Golfspielen und Bergsteigen (laut eigenen Angaben bis zum Schwierigkeitsgrad 6c). Er ist Ehrenpräsident des Golfclubs Gotthard, wobei er den Golfplatz in Realp selbst gestaltet hat. Ausserdem unterstützt er als Athletenbotschafter die Entwicklungshilfeorganisation Right To Play und ist Mitglied des Fördervereins des Hilfswerks Kinder in Not.

## Erfolge

### Olympische Spiele
- Sapporo 1972: 1. Abfahrt
- Innsbruck 1976: 2. Abfahrt

### Weltmeisterschaften
- Gröden 1970: 1. Abfahrt
- Sapporo 1972: 1. Abfahrt
- St. Moritz 1974: 13. Abfahrt
- Innsbruck 1976: 2. Abfahrt
- Garmisch-Partenkirchen 1978: 14. Abfahrt

### Weltcupwertungen
| Saison  | Gesamt | Gesamt | Abfahrt | Abfahrt | Riesenslalom | Riesenslalom |
| Saison  | Platz  | Punkte | Platz   | Punkte  | Platz        | Punkte       |
| ------- | ------ | ------ | ------- | ------- | ------------ | ------------ |
| 1969/70 | 19.    | 37     | 5.      | 37      | –            | –            |
| 1970/71 | 5.     | 95     | 1.      | 70      | 8.           | 25           |
| 1971/72 | 5.     | 114    | 1.      | 110     | 23.          | 4            |
| 1972/73 | 6.     | 106    | 2.      | 96      | –            | –            |
| 1973/74 | 17.    | 40     | 4.      | 40      | –            | –            |
| 1974/75 | 11.    | 58     | 4.      | 58      | –            | –            |
| 1975/76 | 8.     | 72     | 3.      | 66      | –            | –            |
| 1976/77 | 5.     | 148    | 3.      | 85      | –            | –            |
| 1977/78 | 28.    | 20     | 12.     | 20      | –            | –            |

### Weltcupsiege
| Datum            | Ort                  | Land       | Disziplin    |
| ---------------- | -------------------- | ---------- | ------------ |
| 15. Februar 1970 | Gröden               | Italien    | Abfahrt *    |
| 31. Januar 1971  | Megève               | Frankreich | Abfahrt      |
| 13. Februar 1971 | Mont Sainte-Anne     | Kanada     | Riesenslalom |
| 18. Februar 1971 | Sugarloaf            | USA        | Abfahrt      |
| 5. Dezember 1971 | St. Moritz           | Schweiz    | Abfahrt      |
| 25. Februar 1972 | Crystal Mountain     | USA        | Abfahrt      |
| 15. März 1972    | Gröden               | Italien    | Abfahrt      |
| 13. Januar 1973  | Grindelwald          | Schweiz    | Abfahrt      |
| 3. Februar 1973  | St. Anton am Arlberg | Österreich | Abfahrt      |
| 30. Januar 1977  | Morzine              | Frankreich | Abfahrt      |

### Schweizer Meisterschaften
- Dreifacher Schweizer Meister (Abfahrt 1970 und 1971, Kombination 1971)

### Ehrungen
- Schweizer Sportler des Jahres 1970 und 1972
- Skieur d’Or 1972
- Étoile d’Or 1972
- Skiing Legend Award 1999
- Hall of Fame of Ski 2005

## Quelle
- Bernhard Russi Internationales Sportarchiv, Ausgabe 26/1998, im Munzinger-Archiv (Artikelanfang frei abrufbar)

## Dokumentation
- Michael Bühler: Bernhard Russi – Von hohen Gipfeln und dunklen Tälern. In: DOK (SRF 1). 12. Januar 2017 (Video; 50:05 min).